# Mayalde (grup)
Mayalde neix el 1980, és un grup de música folklore de Salamanca format per la parella Eusebio i Pilar, de La “Maya” i d'“Aldeatejada”, dos poblets de la provincia de Salamanca a partir dels quals han format el nom del grup, al qual els darrers anys han incorporat als seus fills Laura i Arturo. Tenen ja publicats diversos discs, han actuat a diferents països i són professors de ball i dansa. L'originalitat del Duet Mayalde resideix en treure música de qualsevol cosa. Els seus espectacles tenen molt a veure amb l'efecte que causen damunt l'escenari i la capacitat de comunicació amb el públic, creant un espectacle únic. Per produir els ritmes i per fer música utilitzen qualsevol objecte quotidià, des de culleres, eines de camp, taules, paelles, martells, panderetes quadrades, etc.

## Discografia[1]
- Borneos y ringurrangos
- Cançons tradicionals salmantines SAGA
- Con el arco y la voz
- De boca en boca
- La herencia
- Dar Posá SAGA (nadales tradicionals)
- Canciones tradicionales salmantinas SAGA (nova edició)
- Camino de la Plata SAGA
- Al Buen Tumtum